# Stäffelsberg
Der Stäffelsberg ist ein 480,8 m ü. NHN hoher Berg innerhalb des Wasgaus, wie der südliche Teil des Pfälzerwaldes genannt wird.

## Lage
Der Stäffelsberg befindet sich am südöstlichen Rand des Pfälzerwaldes auf der Waldgemarkung der Ortsgemeinde Dörrenbach und stellt einen östlichen Ausläufer der Hohen Derst dar. Einen Kilometer östlich liegt das Siedlungsgebiet der Gemeinde. Etwa einen Kilometer nordöstlich befindet sich der Kohlbrunnenberg mit der  Kolmerbergkapelle, die als Wallfahrtskirche fungiert. Südöstlich erstreckt sich der Springenberg und westsüdwestlich der  Farrenberg (489,3 m).

## Charakteristika
Beim Stäffelsberg handelt es sich um einen Kegelrückenberg am Rheingrabenrand. Er ist vollständig mit Kiefern und Edelkastanien bewaldet. Vom Berg aus ist ein umfassender Panoramablick möglich. Er ist ausschließlich auf markierten Wanderwegen erreichbar; als möglicher Ausgangspunkt fungieren Parkplätze in Dörrenbach.

## Kultur

### Bauwerke
Ein erster Aussichtsturm entstand bereits 1887; 1947 wurde dieser durch die französischen Besatzung gesprengt. In den Jahren 1963 und 1964 entstand der bis in die Gegenwart existente sogenannte Stäffelsbergturm. Er ist mit mehreren Antennen versehen; eine gehört zum Hörfunksender RPR1.

### Rittersteine
Die in unmittelbarer Nachbarschaft zueinander liegenden Rittersteine 24 und 25 am Nordhang des Berges markieren eine Bildstocksäule. Der an der Südostflanke befindliche Ritterstein 194 Am alten Bild verweist auf eine weitere inzwischen nicht mehr existente Bildstocksäule.

## Wanderwege
Über den Stäffelsberg verlaufen unter anderem der Prädikatswanderweg Pfälzer Weinsteig,  ein solcher, der mit einem blauen Kreuz markiert ist und der zu den sogenannten Saar-Rhein Wanderwegen zählende Weg mit der Kennzeichnung Schwarzer Punkt auf weißem Balken, der von Saarbrücken bis nach Rülzheim führt.